# Esmeralda (1922)
Esmeralda é um filme mudo britânico de 1922 e uma adaptação do romance Notre-Dame de Paris de Victor Hugo. Foi dirigido por Edwin J. Collins e estrelado por Sybil Thorndike e Booth Conway.

## Elenco
- Sybil Thorndike como Esmeralda
- Booth Conway como Quasimodo
- Annesley Healy como Claude Frollo
- Arthur Kingsley como Capitão Phoebus